# Саипназаров, Ахат
Ахат Саипназаров — советский хозяйственный, государственный и политический деятель.

## Биография
Родился в 1928 году в Самаркандской области. Член КПСС.
С 1949 года — на хозяйственной, общественной и политической работе. В 1949—1983 гг. — агроном, организатор сельскохозяйственного производства в Ташкентской области, начальник Аккурганского районного производственного управления, председатель Аккурганского райисполкома, начальник управления сельского хозяйства исполкома Джизакского областного Совета депутатов трудящихся, первый секретарь Арнасайского райкома КП Узбекистана.
Жил в Узбекистане.

## Награды и звания
- орден Октябрьской Революции (10.12.1973)
- орден Трудового Красного Знамени (27.12.1976)
- орден Дружбы народов (26.02.1981)
- орден «Знак Почёта» (01.03.1965)